# Mario Yubini
 Mario Hernán Yubini Carreño (n. Talcahuano, Chile; 14 de enero de 1954) es un exfutbolista chileno. Se desempeñaba como delantero.

## Trayectoria

### Motagua
Es considerado unos de los mejores jugadores que pasaron por el Club Deportivo Motagua. En 1977 fue Campeón de Goleo de la Liga Nacional de Honduras.

## Clubes
| Club             | País           | Año       |
| ---------------- | -------------- | --------- |
| Audax Italiano   | Chile          | 1973-1974 |
| Aigle Noir AC    | Haití          | 1974-1975 |
| Atlético Marte   | El Salvador    | 1975      |
| Motagua          | Honduras       | 1976-1977 |
| Comunicaciones   | Guatemala      | 1977      |
| Aurora           | Guatemala      | 1978      |
| Olimpia          | Honduras       | 1979      |
| Santiagueño      | El Salvador    | 1979-1980 |
| Motagua          | Honduras       | 1981      |
| Olimpia          | Honduras       | 1982      |
| Regional Atacama | Chile          | 1983-1984 |
| Audax Italiano   | Chile          | 1984      |
| New York Celtic  | Estados Unidos | 1985      |
| Cojutepeque FC   | El Salvador    | 1986-1987 |

## Palmarés

### Campeonatos Nacionales
| Torneo                  | Club           | País        | Año     |
| ----------------------- | -------------- | ----------- | ------- |
| Liga Nacional de Fútbol | Comunicaciones | Guatemala   | 1977-78 |
| Liga Nacional de Fútbol | Aurora         | Guatemala   | 1978    |
| Primera División        | Santiagueño    | El Salvador | 1979-80 |
| Liga Nacional de Fútbol | Olimpia        | Honduras    | 1982-83 |

### Distinciones individuales
| Distinción                                                           | Año     |
| -------------------------------------------------------------------- | ------- |
| Máximo goleador de la Liga Nacional de Fútbol de Honduras (10 goles) | 1977-78 |